# Liolaemus zapallarensis
Liolaemus zapallarensis — вид ігуаноподібних ящірок родини Liolaemidae. Ендемік Чилі.

## Підвиди
Виділяють три підвиди:
- Liolaemus zapallarensis zapallarensis Müller & Hellmich, 1933;
- Liolaemus zapallarensis ater Müller & Hellmich, 1933;
- Liolaemus zapallarensis sieversi Donoso-Barros, 1954.

## Поширення і екологія
Liolaemus zapallarensis мешкають в прибережних районах на заході регіонів Кокімбо і Вальпараїсо, зокрема на прибережних островах. Вони живуть в заростях чилійського маторралю, що ростуть на кам'янистих і піщаних ґрунтах. Зустрічаються на висоті до 800 м над рівнем моря. Живляються комахами, відкладають яйця.